# Michael Fray
Michael Fray (auch Mike Fray; * 3. September 1947; † 6. November 2019) war ein jamaikanischer Sprinter.
1966 gewann er bei den British Empire and Commonwealth Games in Kingston Silber mit der jamaikanischen 4-mal-110-Yards-Stafette. Über 220 Yards schied er im Halbfinale aus.
Im Jahr darauf holte er bei den Panamerikanischen Spielen 1967 in Winnipeg Bronze in der 4-mal-400-Meter-Staffel und wurde jeweils Fünfter über 100 und 200 Meter.
Bei den Olympischen Spielen 1968 in Mexiko-Stadt wurde er Siebter über 200 Meter und Vierter in der 4-mal-100-Meter-Staffel.
Über 100 Meter gewann er bei den Zentralamerika- und Karibikspielen 1970 Bronze und wurde bei den Olympischen Spielen 1972 in München Fünfter.

## Persönliche Bestzeiten
- 100 Yards: 9,3 s, 5. April 1969, El Paso
- 100 m: 10,39 s, 13. Oktober 1975, Mexiko-Stadt
- 220 Yards: 20,2 s, 23. März 1968, Mesa (entspricht 20,1 s über 200 m)